# Поясная кора

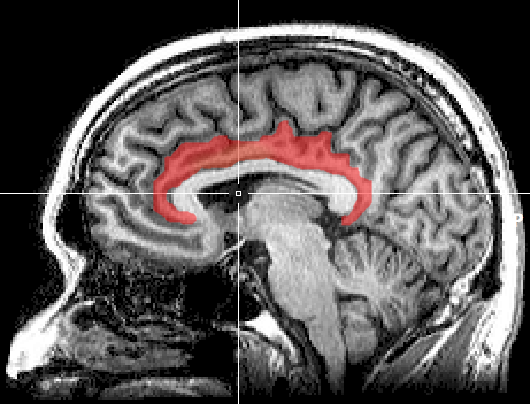
Сагиттальный срез МРТ с подсвеченной областью поясной коры

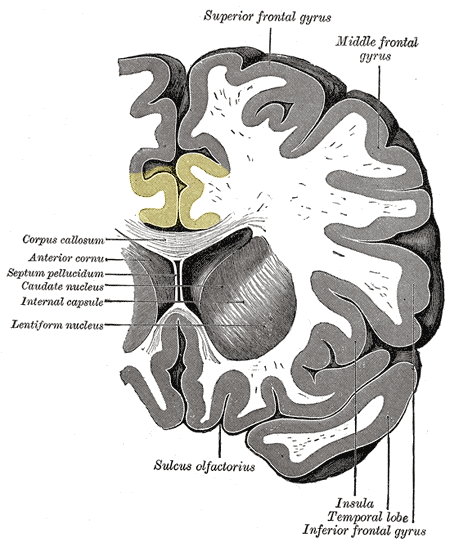
Коронарный срез мозга, поясная кора обозначена жёлтым

Поясная кора (лат. cortex cingularis) — часть головного мозга, расположенная в медиобазальной части коры больших полушарий. Поясная извилина (лат. gyrus cinguli) является частью поясной коры и расположена непосредственно над мозолистым телом. Поясная кора считается частью лимбической доли.
Поясная кора обрабатывает данные из таламуса и новой коры и передаёт в энторинальную кору посредством ассоциативных волокон пояса. Является важной частью лимбической системы, отвечает за формирование и обработку эмоций, обучение и память. Объединяет результаты поведения с мотивацией (например, если какое-то действие вызвало позитивную эмоциональную реакцию, это способствует обучению). Структуры поясной коры играют большую роль в возникновении таких расстройств, как депрессия и шизофрения. Также играет роль в осуществлении исполнительных функций и дыхательном контроле.

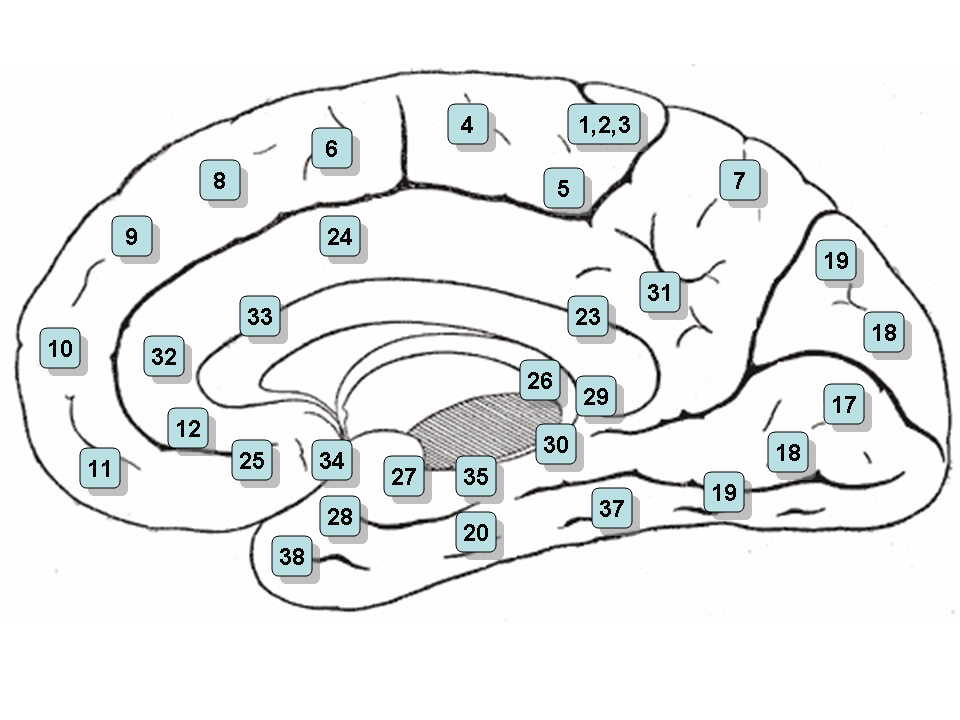
Поля Бродмана в медиальном срезе правого полушария

## Структура
По цитоархитектонике выделяют следующие поля Бродмана: 23, 24, 26, 29, 30, 31, 32 и 33. Поля 26, 29 и 30 составляют ретроспленальную кору.

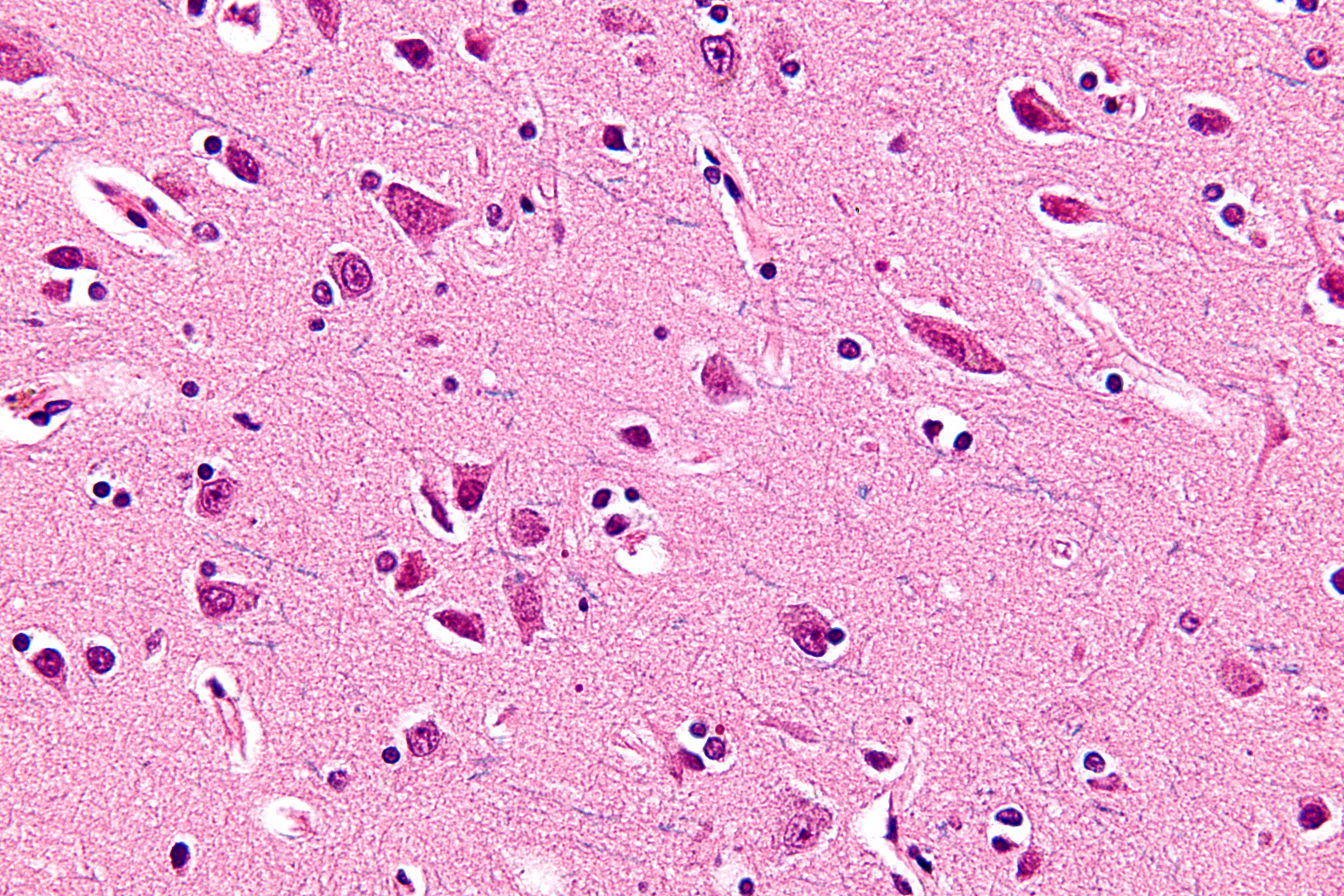
Микрофотография с изображением веретенообразных нейронов в поясной коре. Окраска гематоксилином—эозином и люксолом

### Передняя поясная кора
Соответствует цитоархитектоническим полям 24, 32 и 33 по классификации Бродмана и участку LA по классификации Экономо—Коскинаса.

### Задняя поясная кора
Соответствует цитоархитектоническим полям 23 и 31 по классификации Бродмана и участку LP по классификации Экономо—Коскинаса.

## Клиническое значение
При использовании трёхмерной магнитной резонансной томографии для оценки объёма рострального отдела передней поясной коры (англ. perigenual cingulate gyrus), японские исследователи (Такахаси и другие) выяснили, что ростральная часть передней поясной извилины у здоровых женщин больше, чем у мужчин, но у людей с шизофренией таких половых различий обнаружено не было. У людей с шизофренией также был меньший объём ростральной части передней поясной извилины по сравнению с контрольной группой здоровых людей.
Мустафа Мехмет Хазнедар с коллегами в 2004 году опубликовал исследование, в ходе которого изучил интенсивность метаболизма глюкозы в передней и задней поясной извилине у пациентов с шизофренией и шизотипическим расстройством. Выяснилось, что по сравнению с контрольной группой у больных шизофренией интенсивность метаболизма глюкозы была снижена в левой передней и правой задней поясной извилине. У пациентов с шизотипическим расстройством интенсивность метаболизма глюкозы была повышенной в левой задней поясной извилине. Объём левой передней поясной извилины и поля Бродмана 24 был снижен у больных шизофренией по сравнению с контрольной группой. На основании исследований шизофрения и шизотипическое расстройство были признаны различными заболеваниями.
В исследовании 2010 года проводилось сравнение объёма серого и белого вещества передней части поясной извилины у больных шизофренией и их здоровых родственников первой и второй степени. В результате не было выявлено существенных различий в объёме белого вещества у больных шизофренией по сравнению с их здоровыми родственниками. Объём серого вещества у больных шизофренией был ниже, чем у их родственников второй степени, и существенно не отличался по сравнению с их родственниками первой степени. И у больных шизофренией, и у их здоровых родственников первой степени был обнаружен меньший объём серого вещества передней поясной извилины по сравнению с родственниками второй степени. Предполагается, что имеется генетическая предрасположенность к шизофрении.
Японские нейрофизиологи (Фудзивара и другие) провели эксперимент, в котором исследовали корреляцию между размером передней части поясной извилины у людей с шизофренией и функционированием их социального познания, психопатологией и эмоциями по сравнению с контрольной группой здоровых людей. Было обнаружено, что меньший размер передней части поясной извилины соответствовал худшим социальным навыкам и более высоким уровням психопатологии у больных шизофренией. У больных шизофренией передняя поясная извилина была билатерально меньше по сравнению с людьми из контрольной группы. Кроме того, у больных шизофренией наблюдается меньший объём гиппокампа и полосатого тела. При том, что у больных шизофренией меньше объём серого вещества, у них наблюдается больший объём  боковых и  третьего желудочков головного мозга.

## Дополнительные изображения

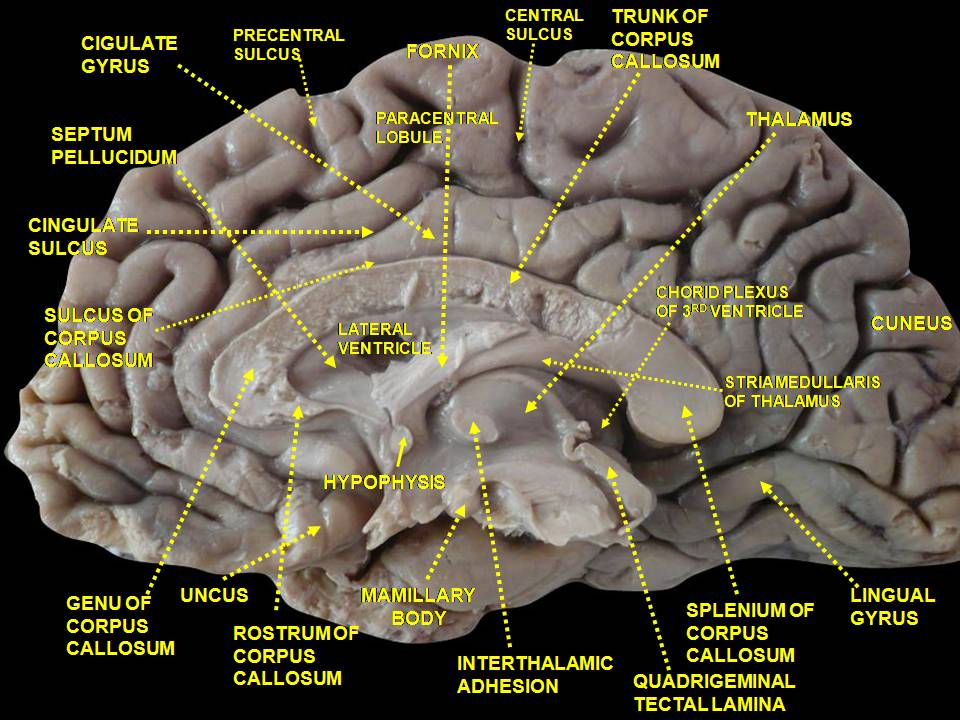
Медиальная поверхность полушария головного мозга
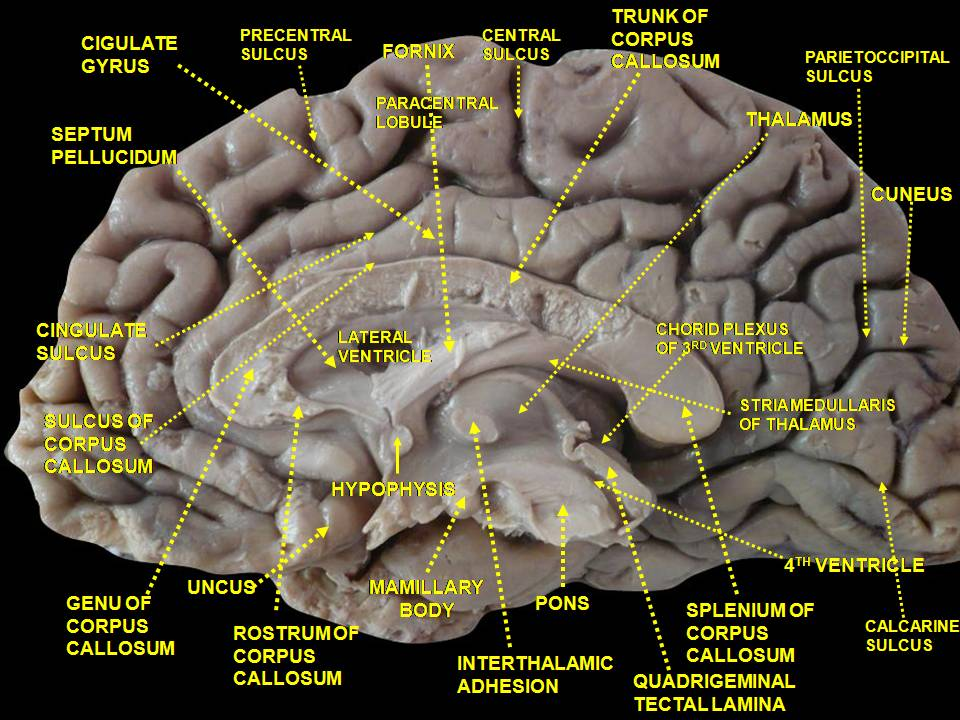
Медиальная поверхность полушария головного мозга
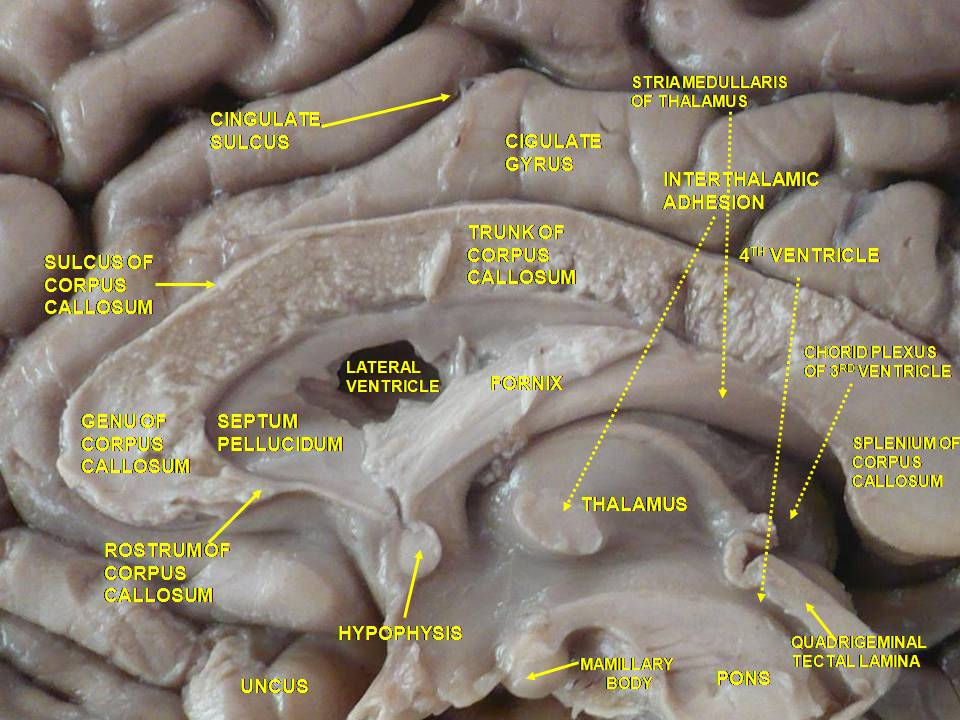
Медиальная поверхность полушария головного мозга